# Hugo Sack
Hugo Sack (* 10. Oktober 1860 in Löben; † 23. Juni 1909 in Offdilln) war ein deutscher Ingenieur und Industrieller.

## Leben
Hugo Sack, Sohn des Gutsbesitzers Rudolph Sack, besuchte das Realgymnasium in Leipzig. Nach einer zweijährigen Ausbildung studierte er am Technikum Mittweida und an der Technischen Hochschule Karlsruhe. In Karlsruhe wurde er Mitglied der Burschenschaft Germania (heute Teutonia). Er arbeitete mehrere Jahre im Rheinland und in Westfalen. Anschließend verbrachte er ein Jahr in Spanien.
1891 gründete Hugo Sack zusammen mit Clemens Kießelbach die Maschinenfabrik Sack & Kiesselbach in Rath bei Düsseldorf. Acht Jahre später gründete er ebenfalls in Rath die Maschinenfabrik Sack GmbH. In dieser Firma entwickelte Sack ein Universalwalzwerk für parallel- und breitflanschige Träger.
Hugo Sack war Mitglied des Vereins Deutscher Ingenieure.